# Sin tu mirada
Sin tu mirada es una telenovela mexicana producida por Ignacio Sada Madero para Televisa y transmitida por Las Estrellas entre 2017 y 2018. Es la segunda adaptación hecha en México de la telenovela venezolana Esmeralda creada por Delia Fiallo en 1970. Está adaptada por Gabriela Ortigoza. Se estrenó por Las Estrellas el 13 de noviembre de 2017 en sustitución de El vuelo de la Victoria, y finalizó el 15 de abril de 2018 siendo reemplazado por Y mañana será otro día.
Esta protagonizada por Claudia Martín y Osvaldo de León, junto con Eduardo Santamarina, Luz Elena González, Candela Márquez y Carlos de la Mota en los roles antagónicos. Además, cuenta con las actuaciones estelares de Claudia Ramírez, Scarlet Gruber, Emmanuel Orenday, Juan Martín Jáuregui y los primeros actores Ana Martín, Cecilia Toussaint, Isela Vega y Luis Bayardo.

## Trama

### Primera etapa
En una noche de tormenta en 1993, nace la bella Marina, aparentemente sin vida. La bebé es recibida por Damiana, la partera del pueblo, quien minutos antes atendió el alumbramiento de un niño sano, pero cuya madre desafortunadamente no sobrevivió. Don Luis, el padre de Marina, desde que se casó con Prudencia, vive empeñado en tener un hijo varón. Desea un heredero que trascienda su ilustre apellido Ocaranza. Prudencia queda imposibilitada para volver a embarazarse, situación que apremia a su nana Angustias a convencer a Damiana de beneficiar a la familia y al bebé que quedó huérfano, haciéndolo pasar por legítimo hijo Ocaranza Arzuaga. Es así como Luis Alberto, el gran orgullo de don Luis, crece en cuna de oro y viaja al extranjero para estudiar la carrera de medicina.

### Segunda etapa
Marina milagrosamente sobrevive y crece feliz, rodeada de la naturaleza al lado de Damiana, quien le enseña a conocer el mundo de manera distinta, debido a que es invidente. El encanto de Marina por su actitud alegre, fresca e independiente, conquista el cariño de cuantos la conocen. A la vida de Marina llega el doctor Isauro, quien, fascinado por su belleza interior y física, decide tomarla bajo su tutela y cultivarla. Lo primero que hace Isauro, es enseñarle a leer y escribir en braille, convirtiéndola en una gran lectora. Posteriormente, Isauro entrena a Marina como asistente para su consultorio médico. Un accidente provoca que la vivienda de Damiana arda en llamas con Marina dentro. Isauro, sin pensarlo, entra a la choza para salvarla y su rostro queda desfigurado. El amable, gentil y bien parecido doctor Isauro, a partir de este momento, se convierte en un hombre resentido y egoísta, un ermitaño que solamente permite y disfruta de la compañía de Marina.
Los Ocaranza regresan al rancho. Prudencia pide a su nana encontrar el sepulcro de su hija. Angustias localiza a Damiana, quien se niega a confesar la verdad. En 1993, cuando quiso decirles que la niña no murió, se habían ido, y en la actualidad, no está de acuerdo con entregar a su Marina, ya que después de más de veinte años vienen a interesarse por ella.
Marina tiene un gran amigo llamado Toribio. Aunque se trata de un adulto mayor, su espíritu es el de un niño de ocho años. Toribio la adora y ha sido siempre su compañero de juegos. Un día de esos divertidos para ambos, Marina y Toribio se asustan al escuchar un balazo. Toribio huye a esconderse, pero Marina se topa con Luis Alberto, a quien le reclama matar, lastimar y asustar a los animales que nada le han hecho. Alberto queda muy impresionado con la joven e intenta acercarse a ella, pero Marina no se lo permite. Al encontrarse nuevamente, Alberto le promete nunca volver a tomar un arma.
Un bello sentimiento que ninguno conocía, crece entre Marina y Alberto. La atracción es tan intensa que, en un accidente que los acerca demasiado, se besan en los labios y con el alma. Alberto reacciona y se siente fatal porque es novio de Vanessa desde hace varios años. Se disculpa con Marina, le dice que fue un error y se despide. Marina no entiende que para Alberto sea un error lo que para ella fue lo más hermoso de su vida. Alberto intenta inútilmente continuar con su vida, pero Marina atrapó su corazón. Alberto decide terminar su relación con Vanessa, lo que ella no acepta, más presionada por Susana, su madre, que por ser su deseo. Su matrimonio es esperado y exigido por ambas familias. Los padres de Alberto rechazan la idea de que su hijo se involucre con una ciega pueblerina a la que maltratan y humillan al considerarla una arribista, pero el amor de Alberto y Marina es inmenso, así que se casan a escondidas y cuando se presenta como su esposa, el conflicto es tan grande, que Damiana revela el intercambio de los niños. Don Luis se niega a creer que tiene una hija ciega y la rechaza.
Al descubrir el matrimonio de Marina y Alberto, Isauro, furioso, reclama a Marina que le pertenece porque siempre la ha amado, la ha cuidado, la educó y le muestra su rostro desfigurado por haber salvado su vida. Marina, que siempre lo consideró como un padre, se impresiona fuertemente. Isauro le administra un somnífero como pretexto para que se tranquilice, lo que utiliza después para hacerle creer que la hizo suya. Poco después, Marina descubre que está embarazada, le da la noticia a Alberto y ambos tienen duda sobre la paternidad del bebé. Alberto no quiere como su hijo al producto de una violación. A Marina le duele y se divorcian. Continúan sus vidas separados, pero sin dejar de amarse. Marina no cabe de dicha cuando da a luz a Rafael, el motor que la impulsa a esforzarse más y más cada día.
En el hospital donde trabaja Marina como enfermera, se encuentra con el doctor Ricardo Bazán, eminencia en oftalmología, quien la convence de someterse a una operación. La cirugía se realiza con éxito. Lo primero que Marina ve es al doctor Bazán. Posteriormente, descubrirá que Alberto ha estado cerca de ella porque trabajan en el mismo lugar. Lucrecia, la nueva prometida de Alberto, orquestará todo tipo de artimañas para evitar que la pareja retome su relación. Eso también conviene a Ricardo, quien se ha enamorado de Marina y le ha propuesto matrimonio. Muchos serán los obstáculos a vencer, muchos se opondrán a su felicidad, pero su amor inmenso triunfará al lado de su hijo Rafael.

## Reparto
- Claudia Martín como Marina Ríos Zepahua / Marina Ocaranza Arzuaga[7]
- Osvaldo de León como Luis Alberto Ocaranza Arzuaga
- Ana Martín como Angustias Gálvez
- Claudia Ramírez como Prudencia Arzuaga de Ocaranza
- Luz Elena González como Susana Balmaceda Vda. de Villoslada
- Eduardo Santamarina como Luis Alberto Ocaranza
- Carlos de la Mota como Isauro Sotero
- Cecilia Toussaint como Damiana Ríos
- Juan Martín Jáuregui como Ricardo Bazán Escárcega[8]
- Scarlet Gruber como Vanessa Villoslada Balmaceda
- Luis Bayardo como Toribio
- Sergio Reynoso como Margarito Prieto
- Ignacio Guadalupe como Baldomero Quezada
- Humberto Elizondo como Horacio Zamudio
- Olivia Bucio como Encarnación Escárcega vda. de Bazán
- Pablo Bracho como Zacarías
- Alejandra Jurado como Ramona López
- María Fernanda García como Doña Soledad
- Candela Márquez como Lucrecia Zamudio
- Emmanuel Orenday como Paulino Prieto
- Erik Díaz como Edson
- Ilse Ikeda como Yolanda Prieto
- Samantha Siqueiros como Ana
- Francisco Avendaño como Fernando
- Fernando Robles como Nicanor
- Édgar Iván Delgado como Erasmo
- Oscar Medellín como Erick
- Paulina de Labra
- Manuel Ojeda como el comandante Zamora
- Mauricio García Muela como Julio
- Isela Vega como Dominga Zepahua
- Rebeca Manríquez como jueza
- Roberto Blandón como el doctor Quijano
- Kelchie Arizmendi como Ximena Roel
- Jorge de Marín como el licenciado Márquez
- Jorge Pondal como abogado
- Hugo Macías Macotela como el licenciado Zaragoza
- Gina Pedret como Hilda
- Jaime Lozano como Comandante Tavares
- Manuel Ojeda como Comandante Zamora

## Episodios
| N.º | Título                                                                     | Fecha de emisión original |
| --- | -------------------------------------------------------------------------- | ------------------------- |
| 1 | «Angustias y Damiana comparten un gran secreto»                            | 13 de noviembre de 2017   |
| Hace años en Valle de Bravo, Prudencia y Luis esperan a un hijo añorado que lleva el apellido de su padre, luego de la noticia que recibe Luis de que en La Añoranza una plaga ha contagiado toda la cosecha, decide ir al pueblo a solucionar los problemas. Al llegar al pueblo se acerca el nacimiento de Marina, mientras Eulalia da a luz a Luis Alberto, pero durante el parto muere Eulalia, con la ayuda de Damiana, Prudencia da a luz a una niña que al parecer nace muerta. Angustias al enterarse de que Damiana estaba hablando de un niño que quedó huérfano, decide pedirle a Damiana que cambie a los bebés. Después de esto, Dominga se da cuenta de que la niña que aparentemente había nacido muerta sobrevivió. - Audiencia: 20.43% de share. |                                                                            |                           |
| 2 | «Isauro queda desfigurado»                                                 | 14 de noviembre de 2017   |
| Al salir del hospital, Isauro toma mala actitud al ver que su rostro ha quedado completamente desfigurado. Poco a poco, con la ayuda de Marina, Isauro vuelve a sus actividades como médico del pueblo y convierte a Marina en su asistente. |                                                                            |                           |
| 3 | «Alberto se entera de que Marina es ciega»                                 | 15 de noviembre de 2017   |
| Alberto reta a Paulino a una carrera de caballos y en el camino se encuentra con Marina, el ruido del caballo asusta a Marina y cae al suelo. Alberto intenta ayudarla, pero Paulino lo detiene y le advierte que se mantenga alejado de Marina, ya que está ciega. |                                                                            |                           |
| 4 | «Marina y Alberto se hacen amigos»                                         | 16 de noviembre de 2017   |
| Alberto vuelve a buscar a Marina y esta vez pide una oportunidad para conocerse mejor, Marina duda un momento, ya que es el hijo del dueño quien le pide que sean amigos. Finalmente, Marina termina aceptando y la conexión entre los dos se vuelve mágica. |                                                                            |                           |
| 5 | «Vanessa llega a La Añoranza»                                              | 17 de noviembre de 2017   |
| Vanessa junto con su madre llegan sorprendidos a La Añoranza y descubren que Alberto hará una gran fiesta. Vanessa decide salir a buscar a su novio dentro del rancho y en las cuadras se encuentra con Paulino, su encuentro se vuelve tenso, ya que Vanessa se comporta bastante déspota con él. |                                                                            |                           |
| 6 | «Marina recibe su primer beso»                                             | 20 de noviembre de 2017   |
| Marina y Alberto vuelven a tener un momento a solas y sin poder evitarlo se besan teniendo una gran conexión. Alberto se da cuenta de su impulso y se disculpa con Marina. |                                                                            |                           |
| 7 | «Don Luis corre a Marina de sus tierras»                                   | 21 de noviembre de 2017   |
| Marina decide ir a buscar a Alberto a La Añoranza y en el camino conoce a Don Luis. Siendo despótico y muy rudo, Don Luis advierte a Marina que no quiere verla en sus tierras, ni en la vida de su hijo, ya que pronto se casará con una bella mujer. |                                                                            |                           |
| 8 | «Alberto rompe el corazón de Marina»                                       | 22 de noviembre de 2017   |
| Pese a las advertencias de Damiana y Paulino, Marina sufre su primer desengaño amoroso por culpa de Alberto. Don Luis se da cuenta del problema en el que se puede convertir Marina y le pide a Alberto que se olvide de ella, de lo contrario él se encargará de desaparecerla. |                                                                            |                           |
| 9 | «Prudencia conoce a Marina»                                                | 23 de noviembre de 2017   |
| Prudencia se encuentra con Marina en la iglesia y decide acercarse a ella. Marina se sorprende al percibir que Prudencia es una buena persona y ambos sienten una extraña conexión que los invade de alegría y paz. |                                                                            |                           |
| 10 | «Vanessa y Paulino se besan»                                               | 24 de noviembre de 2017   |
| Continúan las lecciones de equitación entre Paulino y Vanessa. En un ataque, Paulino decide acercarse a Vanessa y ambos se besan con gran pasión. Vanessa se da cuenta de su error e intenta huir montada en un caballo, pero al no saber montar, se cae y se lastima el tobillo. |                                                                            |                           |
| 11 | «Alberto se compromete con Vanessa»                                        | 27 de noviembre de 2017   |
| Llega el cumpleaños de Vanessa y Alberto decide sorprenderla con el anillo de compromiso que tanto deseaba. Tanto Vanessa como su madre Susana saltan de emoción, ya que en menos de un mes se convertirá en la señora Ocaranza. |                                                                            |                           |
| 12 | «Paulino le confiesa sus sentimientos a Vanessa»                           | 28 de noviembre de 2017   |
| Vanessa decide buscar a Paulino para averiguar si ella es la razón por la que abandona el rancho. Paulino le confiesa sus verdaderos sentimientos y le hace saber que nunca antes se había enamorado de una mujer. Después de escuchar su alivio, Vanessa le pide a Paulino que no salga del rancho. |                                                                            |                           |
| 13 | «Nace el amor entre Alberto y Marina»                                      | 29 de noviembre de 2017   |
| Alberto no puede detener sus impulsos y acaba por confesarle a Marina que está enamorado de ella. Marina se emociona al saber que Alberto corresponde a sus sentimientos y juntos deciden luchar por ese gran amor que sienten. |                                                                            |                           |
| 14 | «Angustias ve los aretes de Marina»                                        | 30 de noviembre de 2017   |
| Durante la feria del pueblo, Marina luce sus hermosos aretes y Angustias logra verlos. Al notar que son los pendientes de Prudence, Angustias se inquieta y le pregunta a Marina para saber cómo los consiguió. |                                                                            |                           |
| 15 | «Alberto enfrenta a su padre»                                              | 1 de diciembre de 2017    |
| Alberto está molesto con su padre por ser tan cruel con Marina, por lo que exige que se disculpe con ella. Don Luis toma la actitud de Alberto como una falta de respeto y le advierte que si no cumple su palabra de alejarse de Marina, él se encargará de desaparecerla. |                                                                            |                           |
| 16 | «Isauro y Alberto discuten por culpa de Marina»                            | 4 de diciembre de 2017    |
| Alberto va a la oficina de Isauro para averiguar si Marina tiene alguna posibilidad de recuperar la vista. Isauro lo recibe de manera descortés y le pide que deje de buscar a Marina, ya que nunca podrá volver a ver. |                                                                            |                           |
| 17 | «Angustias defiende a Marina»                                              | 5 de diciembre de 2017    |
| Angustias no mide el riesgo y se enfrenta a Don Luis para defender a Marina. Sin decirle la verdad, Angustias le pide que respete a Marina, ya que todo lo que haga contra ella le será devuelto y su conciencia pronto lo demandará. |                                                                            |                           |
| 18 | «Susana y Vanessa están en la quiebra»                                     | 6 de diciembre de 2017    |
| Susana presiona a Vanessa para que insista en casarse con Alberto, ya que su situación económica es grave y pronto pueden vivir en la miseria. Para Susana, los Ocaranza son su única esperanza de recuperar su estatus social, por lo que le pide a Vanessa que reconquiste el amor de Alberto y no lo deje ir con Marina. |                                                                            |                           |
| 19 | «Alberto lleva a Marina a la ciudad»                                       | 7 de diciembre de 2017    |
| Alberto decide cumplir su promesa de llevar a Marina a la ciudad para que un oftalmólogo la revise y tenga la capacidad de ver. |                                                                            |                           |
| 20 | «Marina tiene la esperanza de poder ver»                                   | 8 de diciembre de 2017    |
| Marina es revisada por el Dr. Ricardo Bazán, al verla queda fascinada y se compromete a seguir evaluando su caso hasta que logre encontrar una cura para su ceguera. |                                                                            |                           |
| 21 | «Isauro delata a Marina»                                                   | 11 de diciembre de 2017   |
| Isauro se venga de Marina y le revela a Don Luis dónde puede encontrarla. También le cuenta los detalles de la relación secreta que existe entre Marina y Alberto. |                                                                            |                           |
| 22 | «Zacarías ataca a Damiana»                                                 | 12 de diciembre de 2017   |
| Damiana se niega a dejar su casa sin Marina y lucha con Zacarías. Debido a la fuerza, cae y sufre un espectacular accidente. |                                                                            |                           |
| 23 | «Susana intenta manipular a Luis»                                          | 13 de diciembre de 2017   |
| Susana traza un plan y le aconseja a Luis que evite que Alberto salga del rancho, para lograr que muestre un lado más humano y no dañe más a Marina. |                                                                            |                           |
| 24 | «Marina y Alberto ya son novios»                                           | 14 de diciembre de 2017   |
| Alberto decide formalizar su relación con Marina y pide delante de todos que acepten ser su novia. Ahora juntos buscarán la aprobación de Don Luis en La Añoranza. |                                                                            |                           |
| 25 | «Marina impresiona a los Ocaranza»                                         | 15 de diciembre de 2017   |
| La visita de Marina a la casa de Alberto fue un éxito, tanto Susana como Luis estaban asombrados por su belleza y educación. Alberto agradece a sus padres por darle a su novia la oportunidad de entrar en la familia. |                                                                            |                           |
| 26 | «Prudencia se interpone entre Marina y Alberto»                            | 18 de diciembre de 2017   |
| Preocupada por su hijo, Prudencia decide intervenir pidiéndole a Marina que se mantenga alejada de su hijo. Ante esta situación, Marina no tiene otra opción y pone fin a su relación con Alberto. |                                                                            |                           |
| 27 | «Marina acepta ser la esposa de Alberto»                                   | 19 de diciembre de 2017   |
| Marina y Alberto intentan despedirse, pero su amor es tan fuerte que deciden entregarse y ser ellos mismos. Alberto no se pierde el maravilloso momento y le pide a Marina que se convierta en su esposa. |                                                                            |                           |
| 28 | «Alberto se decepciona de Prudencia»                                       | 20 de diciembre de 2017   |
| Prudencia confiesa que habló con Marina para pedirle que se alejara del Ocaranza. Al escuchar esto, Alberto se decepciona de su madre y le pide que no vuelva a meterse en su vida. |                                                                            |                           |
| 29 | «Marina y Alberto se casan»                                                | 21 de diciembre de 2017   |
| Con Yola y Baldomero testigos, Alberto y Marina acuerdan unir sus vidas. |                                                                            |                           |
| 30 | «Marina acepta vivir en La Añoranza»                                       | 22 de diciembre de 2017   |
| Prudencia se acerca a Marina para disculparse por su mala actitud. Para corregir su error, pide la oportunidad de conocerse mejor y le ofrece vivir un tiempo en La Añoranza. |                                                                            |                           |
| 31 | «Susana pretende humillar a Marina»                                        | 25 de diciembre de 2017   |
| A su llegada a La Añoranza, Susana hace que Marina se sienta incómoda debido a su ceguera. Con la ayuda de Vanessa planean humillarla para que Prudencia se dé cuenta de que no es una mujer para su hijo. |                                                                            |                           |
| 32 | «Luis se entera de que Marina está en La Añoranza»                         | 26 de diciembre de 2017   |
| Zacarías intriga a Isauro para que le cuente que Prudencia le mintió, por lo que no duda en llamar a Luis para decirle que Marina sigue siendo novia de su hijo Alberto y se queda en La Añoranza. |                                                                            |                           |
| 33 | «Luis e Isauro se unen para lastimar a Marina»                             | 27 de diciembre de 2017   |
| Luis toma a Marina por la fuerza y la lleva a la casa del Dr. Sotero. Isauro se entera de que Marina se casó y asegura haberlo traicionado. Resentido con ella, decide secuestrarla. |                                                                            |                           |
| 34 | «Isauro desea aprovecharse de Marina»                                      | 28 de diciembre de 2017   |
| Obsesionado por borrar las caricias de Alberto, Isauro mantiene a Marina sedada e intenta aprovecharse de ella. Ramona logra observarlos desde fuera de la habitación y se sorprende al verlos juntos en la cama. |                                                                            |                           |
| 35 | «Prudencia y Luis se enteran de que Marina es su hija»                     | 29 de diciembre de 2017   |
| Angustias y Damiana revelan la verdad sobre el origen de Marina y le piden perdón a Prudencia por haber guardado ese gran secreto durante años. |                                                                            |                           |
| 36 | «Marina se entera de que es una Ocaranza»                                  | 1 de enero de 2018        |
| Alberto logra llevar a Marina a La Añoranza y Prudencia se encarga de confesar la verdad sobre su origen. Ahora Marina sabe que es una Ocaranza y que su futuro cambiará. |                                                                            |                           |
| 37 | «Alberto condiciona a Luis»                                                | 2 de enero de 2018        |
| Alberto hace un trato con Luis y le pide que le dé a Marina todos los privilegios que se merece como su hija o de lo contrario montará un escándalo para que se enteren de que no es su heredero. |                                                                            |                           |
| 38 | «Marina denuncia el abuso de Isauro»                                       | 3 de enero de 2018        |
| Marina finalmente se atreve a confesarle a Alberto que el Dr. Sotero abusó sexualmente de ella. Lleno de rabia, decide ir a buscarlo para golpearlo brutalmente frente a todos en la ciudad. |                                                                            |                           |
| 39 | «Ramona es manipulada por Isauro»                                          | 4 de enero de 2018        |
| Isauro se convierte en la víctima frente a Ramona y la manipula para que crea que Marina solo está tratando de lastimarlo. Su plan es que ella testifique a su favor para que él pueda evitar a las autoridades y no sea encarcelado. |                                                                            |                           |
| 40 | «Susana le ofrece su ayuda a Isauro»                                       | 5 de enero de 2018        |
| Susana visita a Isauro en el hospital para ofrecer su ayuda y encontrar la manera de enviar a Alberto a la cárcel. Mientras que Marina es informada por el médico legal que no se encontró evidencia de violación en su contra. |                                                                            |                           |
| 41 | «Luis confirma que Marina es su hija»                                      | 8 de enero de 2018        |
| Alberto recibe los estudios de ADN y confirma que Marina es una Ocaranza. Luis explota cuando se entera y se niega a aceptarla como su hija. |                                                                            |                           |
| 42 | «Marina está embarazada»                                                   | 9 de enero de 2018        |
| Marina recibe la noticia de estar embarazada y Alberto reacciona de la peor manera al pensar que el bebé no es suyo. |                                                                            |                           |
| 43 | «Alberto desconfía de Marina»                                              | 10 de enero de 2018       |
| Alberto insiste en que Marina realice una prueba para confirmar quién es el padre de su hijo. Marina se decepciona por su falta de confianza y comienza a sentir que su amor no es tan fuerte como imaginaba. |                                                                            |                           |
| 44 | «Damiana y Marina huyen a la ciudad»                                       | 11 de enero de 2018       |
| Ante el terrible comportamiento de Alberto, Marina decide renunciar a todo e irse a la Ciudad de México sin decirle nada a nadie. Con la ayuda de Damiana, intentará salir adelante para criar a su hijo sola. |                                                                            |                           |
| 45 | «Vanessa y Paulino se dicen adiós»                                         | 12 de enero de 2018       |
| Vanessa sale de La Añoranza y se dirige a la casa de Paulino dispuesta a despedirse, al no entrar le pide a Yola que le dé su mensaje, porque su corazón no soportará decirle adiós. |                                                                            |                           |
| 46 | «Toribio encuentra a Marina»                                               | 15 de enero de 2018       |
| Han pasado seis meses y Alberto aún no sabe dónde está su esposa. Toribio y Baldomero ya viven en la ciudad y, sin imaginarlo, logran reencontrarse con Damiana y Marina. |                                                                            |                           |
| 47 | «Alberto y Marina le ponen fin a su relación»                              | 16 de enero de 2018       |
| Después de seis meses Alberto se reencuentra con Marina e intenta resolver sus problemas. Lamentablemente nada ha cambiado y ambos deciden no volver a estar juntos. |                                                                            |                           |
| 48 | «Luis le pide a Marina que regale a su hijo»                               | 17 de enero de 2018       |
| Luis le recomienda a Marina que se deshaga de su hijo o de lo contrario perderá el amor de Alberto. Ella rechaza su propuesta y deja claro que no necesita la ayuda de ningún Ocaranza para criar a su bebé. |                                                                            |                           |
| 49 | «Alberto decide continuar su camino sin Marina»                            | 18 de enero de 2018       |
| Alberto cree que Marina ya no tiene interés en salvar su matrimonio, por eso decide seguir solo y rehacer su vida dedicándose exclusivamente a su profesión de médico. |                                                                            |                           |
| 50 | «Paulino y Marina deciden vivir juntos»                                    | 19 de enero de 2018       |
| Mientras cantaba en la calle Paulino se reencuentra con sus amigos del pueblo y les propone que vivan juntos para poder salir adelante en la ciudad. |                                                                            |                           |
| 51 | «Alberto y Vanessa lo intentan de nuevo»                                   | 22 de enero de 2018       |
| Alberto vuelve con Vanessa ahora que su relación con Marina ha fracasado. Ambos deciden volver a intentarlo y anunciar a sus familias que han retomado el noviazgo. |                                                                            |                           |
| 52 | «Nace el bebé de Marina»                                                   | 23 de enero de 2018       |
| Marina entra laboral en medio del mercado y Damiana debe intervenir. Como buena partera, el bebé nace sin complicaciones. |                                                                            |                           |
| 53 | «Susana logra seducir a Luis»                                              | 24 de enero de 2018       |
| Susana se atreve a confesarle a Luis la fuerte atracción que siente por estar con él. Ambos deciden dejarse llevar por el deseo, siempre que su relación sea secreta. |                                                                            |                           |
| 54 | «Vanessa sufre ante el desprecio de Paulino»                               | 25 de enero de 2018       |
| Cansado de sufrir humillaciones, Paulino decide renunciar al amor que siente por Vanessa, dejándola con el corazón roto. |                                                                            |                           |
| 55 | «Ricardo se convierte en una nueva esperanza para Marina»                  | 26 de enero de 2018       |
| Ricardo cita a Marina en su despacho y le propone iniciar un tratamiento para recuperar la vista. Marina se ofrece a pagar poco a poco los servicios del Dr. Bazán y él acepta con gusto ayudarla. |                                                                            |                           |
| 56 | «Lucrecia se interesa en Alberto»                                          | 29 de enero de 2018       |
| Con el pretexto de acercarlo a su padre, Lucrecia utiliza su encanto para empezar a seducir a Alberto. |                                                                            |                           |
| 57 | «Marina se somete a su primera operación»                                  | 30 de enero de 2018       |
| Con la esperanza de ver a su hijo, Marina se pone en manos del Dr. Bazán para corregir su problema de visión. Al salir de la operación Marina es atacada por Isauro quien está decidido a conseguir su amor a toda costa. |                                                                            |                           |
| 58 | «Marina acepta la protección de Ricardo»                                   | 31 de enero de 2018       |
| Asustada por las malas intenciones de Isauro, Marina accede a recibir la ayuda del Dr. Ricardo para vivir un tiempo en su casa y continuar su recuperación. |                                                                            |                           |
| 59 | «Margarito sufre un aparatoso accidente»                                   | 1 de febrero de 2018      |
| Al intentar componer una cerca en La Añoranza, Margarito resbala y cae a un barranco. Zacarías intenta ayudarlo y lo traslada a un hospital. |                                                                            |                           |
| 60 | «Marina ve por la primera vez»                                             | 2 de febrero de 2018      |
| Los amigos de Marina organizan una reunión para celebrar que su operación fue un éxito. Con gran emoción, Marina ve la cara de sus hijos por primera vez. |                                                                            |                           |
| 61 | «Alberto y Lucrecia inician una relación»                                  | 5 de febrero de 2018      |
| Lucrecia toma la atrevida decisión de besar a Alberto y pedirle que inicie una relación. El Dr. Zamudio se entera y amenaza a Alberto para que no juegue con los sentimientos de su hija. |                                                                            |                           |
| 62 | «Edson le propone matrimonio a Vanessa»                                    | 6 de febrero de 2018      |
| Para no perder más tiempo, Edson decide regalarle un anillo de compromiso a Vanessa. Mientras tanto Isauro se ahoga en alcohol sabiendo que Marina ya puede ver. |                                                                            |                           |
| 63 | «Ricardo le declara su amor a Marina»                                      | 7 de febrero de 2018      |
| El Dr. Bazán deja de ocultar sus sentimientos y le confiesa a Marina lo importante que se ha vuelto en su vida y lo mucho que la admira como mujer. |                                                                            |                           |
| 64 | «Marina rechaza a Ricardo y le cuenta su pasado»                           | 8 de febrero de 2018      |
| El amor que siente Ricardo no lo devuelve Marina. Para no lastimarlo, le cuenta la verdad sobre su relación con Alberto y el hijo que juntos crearon. |                                                                            |                           |
| 65 | «Marina se convierte en la asistente de Ricardo»                           | 9 de febrero de 2018      |
| Gracias al Dr. Bazán, Marina consigue su primer trabajo en el hospital. Con esta oportunidad podrá seguir aprendiendo a convertirse en una gran enfermera. |                                                                            |                           |
| 66 | «Alberto y Ricardo se enfrentan»                                           | 12 de febrero de 2018     |
| Alberto muere de celos y decide enfrentarse al Dr. Bazán para exigirle la ayuda que le está brindando a Marina dándole trabajo en el hospital. |                                                                            |                           |
| 67 | «Marina conoce el rostro de Alberto»                                       | 13 de febrero de 2018     |
| Marina reclama a Ricardo por haberle dado su trabajo en el mismo hospital donde trabaja el Dr. Ocaranza. Ella toma la decisión de renunciar para no tener que ver a Alberto a diario. |                                                                            |                           |
| 68 | «Lucrecia conoce a Marina»                                                 | 14 de febrero de 2018     |
| Lucrecia descubre que Marina trabaja con el Dr. Bazán e inmediatamente se acerca a ella con la curiosidad de conocerla mejor. |                                                                            |                           |
| 69 | «Marina cambia de look»                                                    | 15 de febrero de 2018     |
| Gracias a Encarnación, Marina cambia de imagen y luce más bella que nunca. Ricardo finalmente se atreve a confesarle a Alberto que está enamorado de Marina y planea conquistarla. |                                                                            |                           |
| 70 | «Vanessa se casa con Edson»                                                | 16 de febrero de 2018     |
| Vanessa quiere que Paulino la detenga para no casarse y escapar juntos. Lamentablemente él no está de acuerdo y ella termina siendo la esposa de Edson. |                                                                            |                           |
| 71 | «Luis se interesa por su nieto»                                            | 19 de febrero de 2018     |
| Luis reclama su derecho como abuelo y le pide a Prudencia que lleve al hijo de Marina a vivir con ellos, ya que lleva la sangre de un Ocaranza. |                                                                            |                           |
| 72 | «Marina desconfía de las buenas intenciones de su padre»                   | 20 de febrero de 2018     |
| La falta de confianza hace que Marina le niegue a Luis la oportunidad de conocer y cuidar a su nieto. A pesar de la insistencia de Prudencia, Marina no quiere poner en peligro a su familia. |                                                                            |                           |
| 73 | «Luis consigue el perdón de Marina»                                        | 21 de febrero de 2018     |
| Don Luis se acerca a Marina para pedirle la oportunidad de estar cerca de su nieto. Ella acepta creer que su arrepentimiento es sincero y lo perdona por todo el mal que le hizo. |                                                                            |                           |
| 74 | «Paulino y Anita ya son novios»                                            | 22 de febrero de 2018     |
| Paulino decide sorprender a Anita preparándole una fiesta de cumpleaños, allí se deja llevar por sus sentimientos y le pide que inicie una relación. |                                                                            |                           |
| 75 | «Lucrecia acusa a Marina de ser una ladrona»                               | 23 de febrero de 2018     |
| Lucrecia logra hacer que el Dr. Muñoz desconfíe de la honestidad de Marina diciéndole que solo desapareció la medicina que Toribio necesitaba. Pronto todo el hospital se entera de este supuesto robo. |                                                                            |                           |
| 76 | «Luis se queda con el hijo de Marina»                                      | 26 de febrero de 2018     |
| Con ayuda de su abogado, Luis tiende una trampa para que Marina firme los documentos necesarios en el registro civil y le otorgue la tutela de su hijo. |                                                                            |                           |
| 77 | «Marina le da una oportunidad a Ricardo»                                   | 27 de febrero de 2018     |
| Marina decide arriesgarse y le pide a Ricardo que empiecen a conocerse mejor. Con esta oportunidad el Dr. Bazán intenta demostrarle que su amor puede borrar esas heridas del corazón. |                                                                            |                           |
| 78 | «Lucrecia le ofrece su ayuda a Isauro»                                     | 28 de febrero de 2018     |
| Lucrecia finge y se acerca a Isauro para ofrecer su ayuda prometiéndole que hará todo lo posible por recuperar el amor de Marina. |                                                                            |                           |
| 79 | «Ricardo le pide a Luis Alberto que se aleje de Marina»                    | 1 de marzo de 2018        |
| Ricardo busca una relación seria con Marina y no permitirá que Luis Alberto se interponga entre ellos, por lo que le pide que se escape de una vez por todas. |                                                                            |                           |
| 80 | «Vanessa sufre violencia a lado de Edson»                                  | 2 de marzo de 2018        |
| Edson golpea a Vanessa y provoca una grave crisis. Alberto atiende su emergencia y ella pide ayuda para salir del infierno en el que vive. |                                                                            |                           |
| 81 | «Toribio acusa a Luis de haberlo lastimado»                                | 5 de marzo de 2018        |
| Toribio recuerda el incidente que hace algunos años lo dejó mal en la cabeza y revela que fue Don Luis quien le disparó y nunca aceptó la responsabilidad. |                                                                            |                           |
| 82 | «Vanessa y Edson sufren un aparatoso accidente»                            | 6 de marzo de 2018        |
| Vanessa discute fuertemente con Edson tras pedir el divorcio, en una lucha ambos caen desde lo alto de un balcón y sufren severos golpes que ponen en riesgo sus vidas. |                                                                            |                           |
| 83 | «Luis acepta su culpa ante Marina»                                         | 7 de marzo de 2018        |
| Decidido a acabar con su tormento, Luis le confiesa la verdad a Marina y acepta que le disparó a Toribio. Ella no puede perdonarlo y le reprocha que nunca haya tenido buen corazón. |                                                                            |                           |
| 84 | «Isauro está dispuesto a cambiar su rostro»                                | 8 de marzo de 2018        |
| El Dr. Zamudio evalúa el caso de Isauro y le da la esperanza de ser un hombre normal. Acepta someterse a una cirugía reconstructiva con la condición de cambiar su rostro por completo. |                                                                            |                           |
| 85 | «Alberto sigue amando a Marina»                                            | 9 de marzo de 2018        |
| Alberto le confiesa a Vanessa que Marina no ha salido de su mente y menos de su corazón. A pesar de tener a Lucrecia, no puede evitar pensar en su verdadero amor. |                                                                            |                           |
| 86 | «Alberto y Marina reviven el pasado»                                       | 12 de marzo de 2018       |
| Alberto se atreve a acercarse a Marina para invitarla a bailar. Estar con ella no puede evitar decirle cuánto la necesita y cuánto lamenta haberla dejado sola con su hijo. |                                                                            |                           |
| 87 | «Ricardo enfurece contra Alberto»                                          | 13 de marzo de 2018       |
| Alberto besa a Marina y Ricardo pierde el control para enfrentarlo. Bajo amenazas ambos comienzan a pelear hasta que Marina logra evitar que se lastimen. |                                                                            |                           |
| 88 | «Marina y Ricardo ya son novios»                                           | 14 de marzo de 2018       |
| Lucrecia engaña a Marina haciéndole creer que Alberto es un mentiroso. Cansada de falsas promesas, Marina decide aceptar el amor de Ricardo. |                                                                            |                           |
| 89 | «Alberto sufre por el noviazgo de Marina y Ricardo»                        | 15 de marzo de 2018       |
| Alberto intenta reparar los errores del pasado y decide buscar un encuentro con Marina en la casa Ocaranza. Allí confiesa que ya inició una relación con Ricardo Bazán. |                                                                            |                           |
| 90 | «Marina teme que Isauro esté de regreso en su vida»                        | 16 de marzo de 2018       |
| En el hospital se rumorea que hay un paciente misterioso y Marina intenta averiguar quién es. Al escuchar que el rostro de los pacientes está desfigurado por las quemaduras, se alarma al pensar en el Dr. Isauro. |                                                                            |                           |
| 91 | «Isauro se rebela contra Lucrecia»                                         | 19 de marzo de 2018       |
| Tras descubrir la mentira de Lucrecia, Isauro se revela al sentirse manipulado por ella. El Dr. Zamudio intenta convencerlo para que su plan de operar se mantenga en pie y deshacerse de Marina. |                                                                            |                           |
| 92 | «Alberto comienza a desconfiar de Lucrecia»                                | 20 de marzo de 2018       |
| Alberto sospecha que el misterioso paciente es Isauro. Al buscarlo en el hospital descubre que escapó y cuestiona a Lucrecia para conocer la identidad del sujeto. |                                                                            |                           |
| 93 | «Vanessa confiesa que Edson murió por su culpa»                            | 21 de marzo de 2018       |
| Antes de poder firmar los papeles de la herencia de Edson, Vanessa le confiesa a Hilda que ella provocó la muerte de su hijo. Susana se entera de lo que hizo Vanessa y la golpea incontrolablemente. |                                                                            |                           |
| 94 | «Isauro pone una demanda en contra de Marina»                              | 22 de marzo de 2018       |
| Isauro actúa legalmente contra Marina y exige una prueba de paternidad. Para asegurarse de que ganará, Isauro le pide ayuda a Lucrecia para falsificar los resultados y logra quedarse con Rafita. |                                                                            |                           |
| 95 | «Marina teme que Isauro le pueda quitar a su hijo»                         | 23 de marzo de 2018       |
| Marina estaba convencida de que el pequeño Rafita es el hijo de Alberto, pero ahora teme que Isauro haya hecho todo lo posible para borrar las pruebas de que él es el padre. |                                                                            |                           |
| 96 | «Alberto acepta que Rafita es su hijo»                                     | 26 de marzo de 2018       |
| Rafita se va a vivir a la casa de los Ocaranza y allí Alberto se atreve a cargarlo. Al tenerlo cerca, surge su amor paternal y la felicidad lo invade. |                                                                            |                           |
| 97 | «Isauro es el padre de Rafita»                                             | 27 de marzo de 2018       |
| Con la ayuda de Lucrecia, Isauro logra que los resultados del ADN estén a su favor y el juez confirma que Rafael es su hijo. Marina se derrumba emocionalmente cuando tiene que compartir la custodia de Rafa. |                                                                            |                           |
| 98 | «Yola y Erik ya son novios»                                                | 28 de marzo de 2018       |
| Yola se entera de que Erasmo le tendió una trampa a Erik para desacreditarlo. Sabiendo toda la verdad, Yola finalmente decide y besa a Erik mostrándole cuánto le gusta. |                                                                            |                           |
| 99 | «Anita está embarazada»                                                    | 29 de marzo de 2018       |
| Paulino hace el amor con Vanessa y no puede ocultar su felicidad, Anita se entera de lo sucedido e inmediatamente se encarga de evitar que Lino termine su relación al confesar que está embarazada. |                                                                            |                           |
| 100 | «Vanessa sacrifica su felicidad y renuncia a Paulino»                      | 30 de marzo de 2018       |
| Vanessa decide hacerse a un lado cuando se entera de que Anita está embarazada, con todo el dolor en su corazón le pide a Paulino que enfrente su responsabilidad y se case. |                                                                            |                           |
| 101 | «Marina quiere casarse con Ricardo»                                        | 2 de abril de 2018        |
| Marina le propone a Ricardo formar una familia para dar bienestar y protección a Rafita. Al escuchar esta declaración, Ricardo salta de alegría y acepta con gusto casarse. |                                                                            |                           |
| 102 | «Luis se niega a perder a Prudencia»                                       | 3 de abril de 2018        |
| Luis se enfrenta a Fernando en el hospital y le advierte que no dejará el camino libre con Prudencia, ya que no firmará ningún papel de divorcio. |                                                                            |                           |
| 103 | «Lucrecia es descubierta por su padre»                                     | 4 de abril de 2018        |
| Lucrecia habla con Isauro y le hace una fuerte confesión frente a su padre, al escuchar que ella cambió los resultados de ADN, el Dr. Zamudio sufre un dolor repentino en el pecho. |                                                                            |                           |
| 104 | «Alberto salva la vida de Isauro»                                          | 5 de abril de 2018        |
| El Dr. Zamudio colapsa en plena operación y lesiona gravemente a Isauro. Alberto lo apoya para salvar la vida del paciente, pero cuando se da cuenta de que es su enemigo, duda en ayudarlo. |                                                                            |                           |
| 105 | «Luis se entera de que Zacarías le robó»                                   | 6 de abril de 2018        |
| Zacarías se atreve a defraudar la confianza de Luis y se roba gran parte de las conquistas de La Añoranza. Al descubrirlo, Luis decide buscarlo para hacerle pagar. |                                                                            |                           |
| 106 | «Isauro planea tener la custodia de Rafita»                                | 9 de abril de 2018        |
| Marina se entera de que Rafita está registrado con los apellidos de Luis y Prudencia. Con esta noticia, teme que las autoridades le quiten a su hijo y le den todos los derechos a Isauro. |                                                                            |                           |
| 107 | «Marina es acusada de falsificación»                                       | 10 de abril de 2018       |
| Luis confiesa que modificó el acto de Rafita y tiene la intención de solucionar el problema. El juez malinterpreta esta situación acusando a Marina de falsificar documentos oficiales. |                                                                            |                           |
| 108 | «Marina acepta vivir con Isauro»                                           | 11 de abril de 2018       |
| El juez le otorga al Dr. Sotero la custodia provisional de Rafita y Marina teme que su hijo esté en peligro. Para evitar más problemas, decide mudarse a la casa de Isauro. |                                                                            |                           |
| 109 | «La policía investiga la muerte de Ramona»                                 | 12 de abril de 2018       |
| La salud de Isauro empeora al enterarse de que apareció el cuerpo de Ramona. Lucrecia sospecha fuertemente que el Dr. Sotero cometió el crimen para protegerse y continuar con su plan de quedarse con Marina. |                                                                            |                           |
| 110 | «Lucrecia mata a Isauro y ataca a Marina»                                  | 13 de abril de 2018       |
| Lucrecia busca acabar con la vida de Marina y usa a Isauro para lograr su objetivo, aunque él también tuvo que pagar con su vida. |                                                                            |                           |
| 111112 | «Lucrecia intenta asesinar a Marina»«Ricardo y Marina juntos para siempre» | 15 de abril de 2018       |
| Lucrecia no soporta que Marina haya sobrevivido a los apuñalamientos que le propinó y teme que lo diga a la policía y vaya a la cárcel, por lo que decide intentar volver a matarla. Marina logra ser cirujana y vive feliz junto a Rafita, su pequeño hijo, pero para sorpresa de todos decide entablar una relación con Ricardo. - Audiencia: 2.7 millones de personas (22% de share). |                                                                            |                           |

## Producción
El 28 de agosto de 2017, la revista TVyNovelas confirmó a Claudia Martín y Osvaldo de León como personajes principales. El 7 de septiembre del mismo año, se confirmó el debut de la actriz venezolana Scarlet Gruber en Televisa como principal villana de la telenovela. El 7 de octubre se celebró la misa por el inicio de la producción, donde se confirmó al resto del elenco, como Ana Martín, Eduardo Santamarina, Cecilia Toussaint, Claudia Ramírez y Carlos de la Mota. Finalmente, el 10 de octubre, la página de Univision confirmó a Luz Elena González como villana.
La producción comenzó el 15 de septiembre de 2017. La telenovela es una historia original de Delia Fiallo, adaptada por Gabriela Ortigoza y basada en la telenovela venezolana de 1970 titulada Esmeralda. Al mismo tiempo, es una adaptación de versión homónima mexicana de 1997, protagonizada por Leticia Calderón. Un aproximado de 110 episodios fueron confirmados y la telenovela se grabó en lugares como Valle de Bravo y en la Ciudad de México.

## Audiencia
| Temporada | Horario (CT)                                                        | Episodios | Primera emisión         | Primera emisión      | Última emisión      | Última emisión       | Prom. de espectadores (millones) |
| Temporada | Horario (CT)                                                        | Episodios | Fecha                   | Audiencia (millones) | Fecha               | Audiencia (millones) | Prom. de espectadores (millones) |
| --------- | ------------------------------------------------------------------- | --------- | ----------------------- | -------------------- | ------------------- | -------------------- | -------------------------------- |
| 1         | lunes a viernes 16:30 - 17:30 h. domingo 19:00 - 21:00 h. (ep. 111) | 111       | 13 de noviembre de 2017 | 20.43                | 15 de abril de 2018 | 2.7                  | —                                |

## Premios y nominaciones

### Premios TVyNovelas 2018
| Categoría               | Nominado(a)         | Resultado |
| ----------------------- | ------------------- | --------- |
| Mejor villano           | Eduardo Santamarina | Nominado  |
| Mejor actriz coestelar  | Claudia Ramírez     | Nominada  |
| Mejor actor coestelar   | Carlos de la Mota   | Nominado  |
| Mejor actriz juvenil    | Scarlet Gruber      | Nominada  |
| Mejor actor juvenil     | Emmanuel Orenday    | Nominado  |
| Mejor actriz de reparto | Cecilia Toussaint   | Nominada  |
| Mejor actor de reparto  | Sergio Reynoso      | Nominada  |

### Premios de la revista Q 2018
- Reconocimiento por el desempeño actoral de Claudia Martín.[19]